# إريك ريفيرتير
إريك ريفيرتير (بالإسبانية: Eric Reverter) (7 يناير 1992 بساباديل في إسبانيا - ) هو لاعب كرة قدم إسباني في مركز جناح ‏. لعب مع نادي ساباديل وAtlético Levante UD ‏ ونادي أولوت.

## روابط خارجية
- إريك ريفيرتير على موقع قاعدة بيانات كرة القدم.إي يو (الإنجليزية)
- إريك ريفيرتير على موقع Soccerway.com (الإنجليزية)